# Колуса (округ, Каліфорнія)
Шаблон:StateAbbr_ 39°11′ пн. ш. 122°14′ зх. д. / 39.18° пн. ш. 122.24° зх. д.
Округ Колуса (англ. Colusa County) — округ (графство) у штаті Каліфорнія, США. Ідентифікатор округу 06011.

## Історія
Округ утворений 1850 року.

## Демографія
За даними перепису 
2000 року 
загальне населення округу становило 18804 осіб, зокрема міського населення було 9603, а сільського — 9201.
Серед мешканців округу чоловіків було 9559, а жінок — 9245. В окрузі було 6097 домогосподарств, 4576 родин, які мешкали в 6774 будинках.
Середній розмір родини становив 3,51.
Віковий розподіл населення поданий у таблиці:
| Стать    | До 15 років | 15-21 | 22-29 | 30-39 | 40-49 | 50-65 | 65-85 | Понад 85 |
| -------- | ----------- | ----- | ----- | ----- | ----- | ----- | ----- | -------- |
| Чоловіки | 2412        | 1259  | 1011  | 1299  | 1340  | 1298  | 847   | 93       |
| Жінки    | 2415        | 1038  | 871   | 1238  | 1321  | 1167  | 1035  | 160      |

## Суміжні округи
- Гленн — північ
- Б'ютт — північний схід
- Саттер — схід
- Йоло — південь
- Лейк — захід

## Виноски
1. ↑  U.S. Decennial Census. United States Census Bureau. Архів оригіналу за 12 квітня 2013. Процитовано 24 вересня 2015.
2. ↑  Historical Census Browser. University of Virginia Library. Архів оригіналу за 31 березня 2016. Процитовано 24 вересня 2015.
3. ↑  Forstall, Richard L., ред. (27 березня 1995). Population of Counties by Decennial Census: 1900 to 1990. United States Census Bureau. Архів оригіналу за 10 квітня 2000. Процитовано 24 вересня 2015.
4. ↑  Census 2000 PHC-T-4. Ranking Tables for Counties: 1990 and 2000 (PDF). United States Census Bureau. 2 квітня 2001. Архів оригіналу (PDF) за 18 грудня 2014. Процитовано 24 вересня 2015.
5. ↑  State & County QuickFacts. United States Census Bureau. Архів оригіналу за 6 червня 2011. Процитовано 3 квітня 2016.(англ.) Наведено за англійською вікіпедією.
6. ↑  American FactFinder. Бюро перепису населення США. Архів оригіналу за 29 липня 2011. Процитовано 31 січня 2008.

| США | Це незавершена стаття з географії США. Ви можете допомогти проєкту, виправивши або дописавши її. |